# Justicia correctiva
La justicia correctiva o justicia rectificatoria es aquella que restaura una situación equitativa al revertir una ilegalidad. En la Ética a Nicómaco (libro V, capítulo IV), Aristóteles define a la justicia correctiva como aquella que tiene lugar cuando un ciudadano ha "cometido una injusticia contra otro, o cuando una de las partes ha provocado un daño y otro lo ha sufrido".
Algunos identifican tres posibles aspectos de la justicia correctiva: la compensación, el emparejamiento o igualamiento y el castigo. La compensación busca otorgar a la víctima una indemnización equivalente al daño que ha sufrido. El igualamiento y el castigo se dirigen contra el causante de la injusticia: la primera lo priva de las ventajas que injustamente ha adquirido y de las que se beneficia, mientras que el castigo es un pago extra por el mal causado.
La compensación y el igualamiento son consideradas por Aristóteles cuando caracteriza a la justicia correctiva como "el justo medio entre la pérdida de uno y la ganancia de otro". El papel del juez que aplica la justicia correctiva consiste en mantener la balanza igual entre las dos partes.

## Teorías contemporáneas
Los teóricos del derecho de la responsabilidad civil y de la responsabilidad extracontractual (tort law en inglés) han contribuido a renovar la teoría de la justicia correctiva. Richard A. Epstein afirma que la justicia correctiva implica que en un sistema jurídico esté contemplada la noción de responsabilidad objetiva como condición necesaria de la justicia y de la protección de los derechos. George P. Fletcher afirma que la justicia correctiva exige, además de que se prevea la responsabilidad objetiva, el concepto de negligencia, fundado en el principio de proteger a las personas frente a los riesgos no recíprocos. Jules Coleman considera que la justicia correctiva supone que las pérdidas injustificadas puedan ser rectificadas y el enriquecimiento injustificado pueda ser revertido, pero que no se requiere que ambas exigencias estén ligadas. Ernest Weinrib critica a Epstein y a Coleman para sostener, por su parte, que la justicia correctiva requiere que se establezca una simetría entre la víctima y el causante del daño, es decir, que los daños y pérdidas que recibe injustamente una persona puedan ser reparados por el responsable que se benefició de ellos.